# Toktogul Satilganov
Toktogul Satilganov (1864-1933) fue un famoso rapsoda y cantante kirguizo. 
Su fama llegó a lo máximo en la época soviética, ya que el estado promocionaba su obra como la de un músico del pueblo. Celebró la llegada de la revolución con "¿Qué mujer dio a luz a persona como Lenin?". Aun tras la caída de la URSS, su música es popular en muchos países exmiembros.